# رالف ديجل
رالف ديجل (بالألمانية: Ralf Diegel)‏ (مواليد 1 ديسمبر 1963) هو سبّاح ألماني، مثّل بلاده في الألعاب الأولمبية الصيفية 1984.

## روابط خارجية
رالف ديجل على موقع الاتحاد الدولي للسباحة (الإنجليزية)
- رالف ديجل على موقع أوليمبيديا (الإنجليزية)